# Астрід Ейре Слінн
Астрід Ейре Слінн (норв. Astrid Øyre Slind) —  норвезька  лижниця, чемпіонка світу та призер чемпіонату світу. 
Чемпіонкою світу Слінн стала в складі норвезької естафетної команди на   світовій першості 2023 року, що проходила у словенській Планиці.
Там же вона здобула бронзову медаль у скіатлоні.